# شنتارو شيمادا
شنتارو شيمادا (باليابانية: 嶋田 慎太郎) (مواليد 5 ديسمبر 1995)، هو لاعب كرة قدم ياباني سابق كان يلعب كلاعب وسط.

## وصلات خارجية
- شنتارو شيمادا على موقع رابطة كرة القدم اليابانية للمحترفين (اليابانية)
- شنتارو شيمادا على موقع قاعدة بيانات كرة القدم.إي يو (الإنجليزية)
- شنتارو شيمادا على موقع Soccerway.com (الإنجليزية)
- شنتارو شيمادا على موقع عالم كرة القدم.نت (الإنجليزية)